# 小型计算机

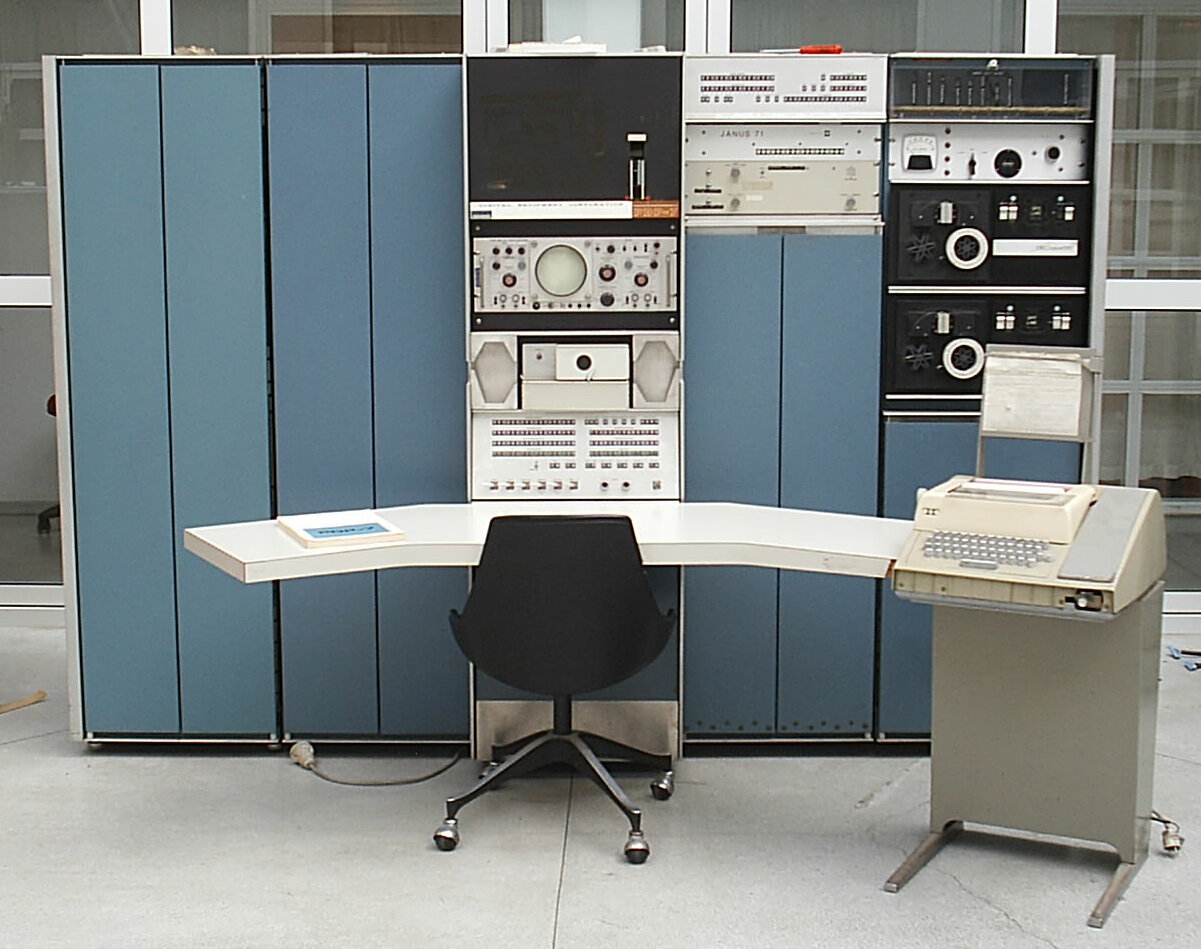
PDP-7

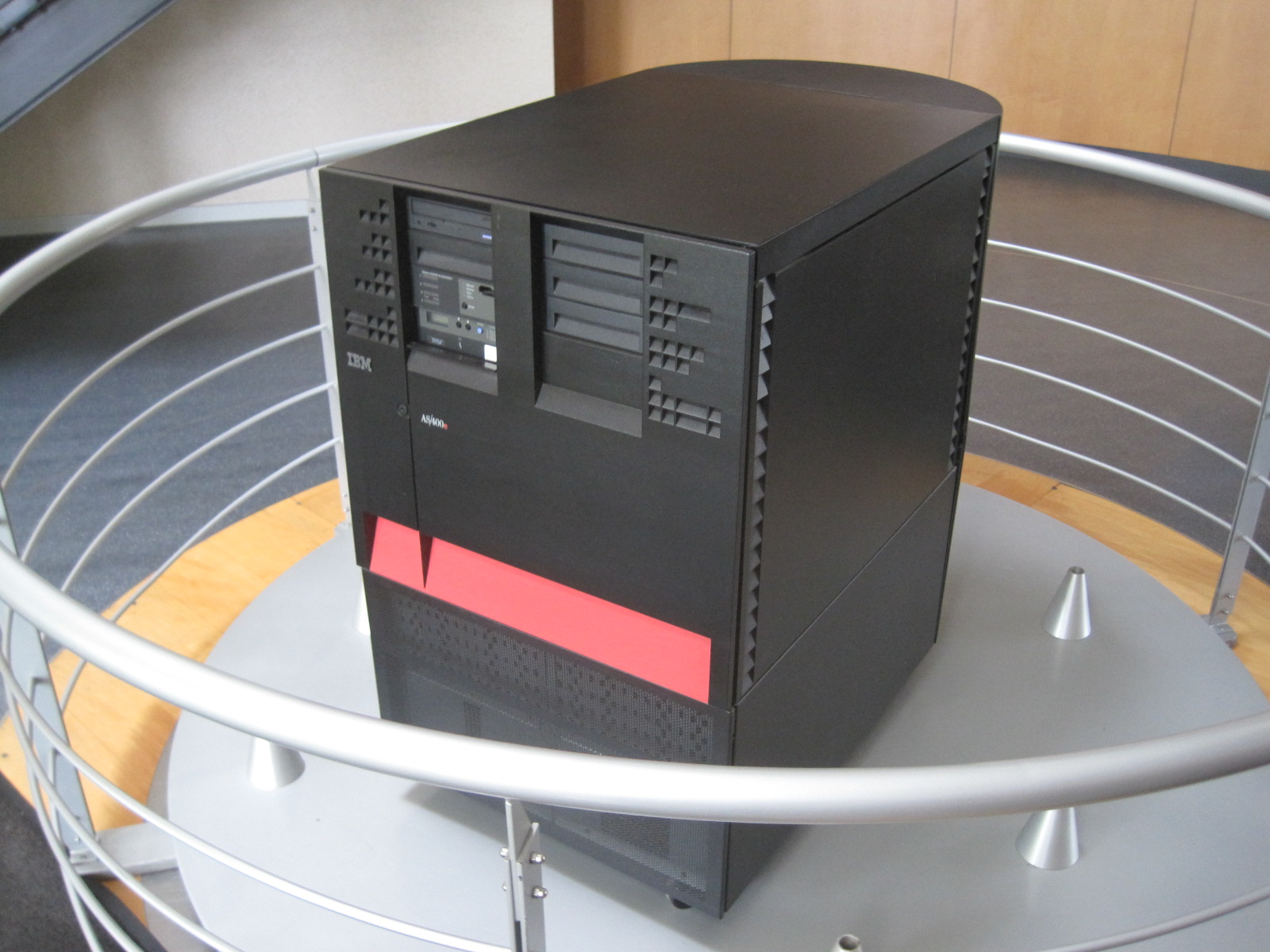
21世紀後的IBM小型機

小型计算机（英語：minicomputer），也翻译为小型机（迷你计算机），是1970年代由迪吉多（DEC）首先开发的一种高性能计算产品，曾经风行一时。
中文「小型计算机」（小型机）曾用来表示一种多用户、采用终端/主机模式的计算机，它的规模介于大型计算机和微型计算机之间，有的厂商可能会用其他名称代替。近代中國電腦界依然常常以「小型机」来称呼UNIX服务器，目前已經延伸為所有精简指令集处理器，性能和价格介于服务器和大型主机之间的高性能64位计算机都稱小型機。

## 发展历史
“小型计算机”发展于 1960 年代，用于描述通过使用晶体管和核心存储器技术、最少的指令集和更便宜的外围设备（例如无处不在的电传打字机 Model 33 ASR）而成为可能的小型计算机。与可以填满一个房间的大型机架相比，它们通常占用一个或几个19英寸的机架机柜。
就与当代大型机相比的相对计算能力而言，从 1950 年代开始就有类似于小型计算机的小型系统。特别是，有一整类鼓机，如 UNIVAC 1101 和 LGP-30，它们具有小型计算机类的一些功能。1960 年代初期出现了使用磁延迟块存储器的类似型号。然而，这些机器基本上被设计为小型大型机，使用定制机箱，通常只支持同一家公司的外围设备。相比之下，被称为小型计算机的机器通常被设计成适合标准机箱，并故意设计为使用ASR 33等常见设备。
1964 年，数字设备公司 （DEC） 推出 12 位 PDP-8 作为第一台小型计算机。
1976 年，Tandem Computers NonStop 产品线推出了第一台完全容错的集群计算机。

## 操作系统
迷你電腦有封闭专用的计算机系统，一般每个厂家的迷你電腦的处理器、I/O总线、网卡、显示卡、SCSI卡和软件都是特别设计的，还有各个厂家的专利技术。所以一般不能通用。

## 制造厂商
IBM、惠普（HP）、精英（ECS）、（SUN）等。常見型號有：
- Control Data’s CDC 160A and CDC 1700
- DEC PDP 和 VAX 系列
- Data General Nova
- HP 3000 系列, HP 2100 系列, HP 1000 系列.
- Honeywell-Bull Level 6/DPS 6/DPS 6000 系列
- IBM midrange computers
- Norsk Data Nord-1, Nord-10, 和 Nord-100
- Prime Computer Prime 50 系列
- SDS SDS-92
- SEL, 第一種即時32-bit運算電腦
- Texas Instruments TI-990
- Wang Laboratories 2200 and VS series
- K-202
- ECS LIVA Z系列
- ECS LIVA Q系列

## 外部連結
- Early mini computers, still runnable in a German computer museum
- A list of MinicomputersÁÀ
- Modern Minicomputers